# Општина Истлавака (Мексико)
Истлавака (шп. Ixtlahuaca) општина је у Мексику у савезној држави Мексико. Општина се налази на надморској висини од 2545 м.

## Становништво
Према подацима из 2010. у општини је живело 141482 становника.

### Хронологија
| Година       | 2000                   | 2005                   | 2010                   |
| ------------ | ---------------------- | ---------------------- | ---------------------- |
| Становништво | 115165 (55328 / 59837) | 126505 (60953 / 65552) | 141482 (68388 / 73094) |

### Попис
| \| \| м \| \| \| ж \| \| 0—2 \| 4.455 \| \| \| 4.194 \| \| 3—5 \| 4.824 \| \| \| 4.752 \| \| 6—11 \| 9.583 \| \| \| 9.121 \| \| 12—14 \| 4.399 \| \| \| 4.358 \| \| 15—17 \| 4.565 \| \| \| 4.733 \| \| 18—24 \| 9.628 \| \| \| 10.050 \| \| 60+ \| 4.476 \| \| \| 5.805 \| \| Просек : \| 26,6 \| \| \| 28,1 \| |       |  |  |        |
| |       |  |  |        |
| | м     |  |  | ж      |
| 0—2 | 4.455 |  |  | 4.194  |
| 3—5 | 4.824 |  |  | 4.752  |
| 6—11 | 9.583 |  |  | 9.121  |
| 12—14 | 4.399 |  |  | 4.358  |
| 15—17 | 4.565 |  |  | 4.733  |
| 18—24 | 9.628 |  |  | 10.050 |
| 60+ | 4.476 |  |  | 5.805  |
| Просек : | 26,6  |  |  | 28,1   |

| #   | Индикатор                                                                                        | Вредност |
| --- | ------------------------------------------------------------------------------------------------ | -------- |
| 1   | Становништво од 0 до 2 године                                                                    | 8649     |
| 2   | Мушко становништво од 0 до 2 године                                                              | 4455     |
| 3   | Женско становништво од 0 до 2 године                                                             | 4194     |
| 4   | Становништво са 3 и више година                                                                  | 132731   |
| 5   | Мушко становништво са 3 и више година                                                            | 63883    |
| 6   | Женско становништво са 3 и више година                                                           | 68848    |
| 7   | Становништво са 5 и више година                                                                  | 126263   |
| 8   | Мушко становништво са 5 и више година                                                            | 60630    |
| 9   | Женско становништво са 5 и више година                                                           | 65633    |
| 10  | Становништво са 12 и више година                                                                 | 104451   |
| 11  | Мушко становништво са 12 и више година                                                           | 49476    |
| 12  | Женско становништво са 12 и више година                                                          | 54975    |
| 13  | Становништво са 15 и више година                                                                 | 95694    |
| 14  | Мушко становништво са 15 и више година                                                           | 45077    |
| 15  | Женско становништво са 15 и више година                                                          | 50617    |
| 16  | Становништво са 18 и више година                                                                 | 86396    |
| 17  | Мушко становништво са 18 и више година                                                           | 40512    |
| 18  | Женско становништво са 18 и више година                                                          | 45884    |
| 19  | Становништво од 3 до 5 година                                                                    | 9576     |
| 20  | Мушко становништво од 3 до 5 година                                                              | 4824     |
| 21  | Женско становништво од 3 до 5 година                                                             | 4752     |
| 22  | Становништво од 6 до 11 година                                                                   | 18704    |
| 23  | Мушко становништво од 6 до 11 година                                                             | 9583     |
| 24  | Женско становништво од 6 до 11 година                                                            | 9121     |
| 25  | Становништво од 8 до 14 година                                                                   | 21273    |
| 26  | Мушко становништво од 8 до 14 година                                                             | 10764    |
| 27  | Женско становништво од 8 до 14 година                                                            | 10509    |
| 28  | Становништво од 12 до 14 година                                                                  | 8757     |
| 29  | Мушко становништво од 12 до 14 година                                                            | 4399     |
| 30  | Женско становништво од 12 до 14 година                                                           | 4358     |
| 31  | Становништво од 15 до 17 година                                                                  | 9298     |
| 32  | Мушко становништво од 15 до 17 година                                                            | 4565     |
| 33  | Женско становништво од 15 до 17 година                                                           | 4733     |
| 34  | Становништво од 18 до 24 године                                                                  | 19678    |
| 35  | Мушко становништво од 18 до 24 године                                                            | 9628     |
| 36  | Женско становништво од 18 до 24 године                                                           | 10050    |
| 37  | Женско становништво од 15 до 49 година                                                           | 40015    |
| 38  | Становништво са 60 и више година                                                                 | 10281    |
| 39  | Мушко становништво са 60 и више година                                                           | 4476     |
| 40  | Женско становништво са 60 и више година                                                          | 5805     |
| 41  | Однос између мушкараца и жена                                                                    | 93.56    |
| 42  | Становништво од нуле до 14 година                                                                | 45686    |
| 43  | Становништво од 15 до 64 године                                                                  | 88380    |
| 44  | Становништво од 65 година и више                                                                 | 7314     |
| 45  | Просечан број деце                                                                               | 2.57     |
| 46  | Становништво рођено у ентитету                                                                   | 135624   |
| 47  | Мушко становништво рођено у ентитету                                                             | 65869    |
| 48  | Женско становништво рођено у ентитету                                                            | 69755    |
| 49  | Становништво рођено у другом ентитету                                                            | 5448     |
| 50  | Мушко становништво рођено у другом ентитету                                                      | 2320     |
| 51  | Женско становништво рођено у другом ентитету                                                     | 3128     |
| 52  | Становништво од 5 година и више резидентно у ентитету у јуну 2005. године                        | 124086   |
| 53  | Мушко становништво старосног доба од 5 година и више, резидентно у ентитету у јуну 2005. године  | 59454    |
| 54  | Женско становништво старосног доба од 5 и више година, резидентно у ентитету у јуну 2005. године | 64632    |
| 55  | Становништво од 5 година и више које је живело у другом ентитету у јуну 2005. године             | 1395     |
| 56  | Мушко становништво старије од 5 година које је живело у другом ентитету у јуну 2005. године      | 713      |
| 57  | Женско становништво старије од 5 година које је живело у другом ентитету у јуну 2005. године     | 682      |
| 58  | Становништво од 3 године и више које говори аутохтони језик                                      | 19973    |
| 59  | Мушко становништво старо 3 године и више које говори аутохтони језик                             | 9220     |
| 60  | Женско становништво старо 3 године и више које говори аутохтони језик                            | 10753    |
| 61  | Становништво од 3 године и више које говори аутохтони језик и не говори шпански језик            | 133      |
| 62  | Мушко становништво старо 3 године и више које говори аутохтони језик и не говори шпански         | 20       |
| 63  | Женско становништво старо 3 године и више које говори аутохтони језик и не говори шпански језик  | 113      |
| 64  | Становништво старо 3 године и више које говори аутохтони језик и шпански                         | 19093    |
| 65  | Мушко становништво старо 3 године и више које говори аутохтони језик и шпански                   | 8882     |
| 66  | Женско становништво старо 3 године и више које говори аутохтони језик и шпански                  | 10211    |
| 67  | Становништво од 5 година и више које говори аутохтони језик                                      | 19931    |
| 68  | Становништво од 5 година и више које говори аутохтони језик и не говори шпански језик            | 133      |
| 69  | Становништво од 5 година и више које говори аутохтони језик и говори шпански језик               | 19058    |
| 70  | Становништво у домородачким домаћинствима                                                        | 51710    |
| 71  | Становништво са ограничењима у активностима                                                      | 4871     |
| 72  | Становништво са ограниченим ходањем или кретањем, горе или доле                                  | 2565     |
| 73  | Становници са ограничењима вида, чак и уз кориштење сочива                                       | 1360     |
| 74  | Становништво са ограничењима говора, комуникације или конверзације                               | 562      |
| 75  | Становништво са ограниченим слухом                                                               | 707      |
| 76  | Становништво са ограничењима при одевању, купању или јелу                                        | 280      |
| 77  | Становништво са ограничењима у опажању или учењу једноставних ствари                             | 173      |
| 78  | Становништво са менталним ограничењима                                                           | 372      |
| 79  | Становништво без ограничења активности                                                           | 135498   |
| 80  | Становништво од 3 до 5 година које не похађа школу                                               | 5441     |
| 81  | Мушко становништво од 3 до 5 година које не похађа школу                                         | 2734     |
| 82  | Женско становништво од 3 до 5 година које не похађа школу                                        | 2707     |
| 83  | Становништво од 6 до 11 година које не похађа школу                                              | 366      |
| 84  | Мушко становништво од 6 до 11 година које не похађа школу                                        | 193      |
| 85  | Женско становништво од 6 до 11 година које не похађа школу                                       | 173      |
| 86  | Становништво од 12 до 14 година које не похађа школу                                             | 487      |
| 87  | Мушко становништво од 12 до 14 година које не похађа школу                                       | 255      |
| 88  | Женско становништво од 12 до 14 година које не похађа школу                                      | 232      |
| 89  | Становништво од 15 до 17 година похађа школу                                                     | 6182     |
| 90  | Мушко становништво од 15 до 17 година похађа школу                                               | 2933     |
| 91  | Женско становништво између 15 и 17 година живота у школи                                         | 3249     |
| 92  | Становништво од 18 до 24 године похађа школу                                                     | 4111     |
| 93  | Мушко становништво од 18 до 24 године похађа школу                                               | 2012     |
| 94  | Женско становништво од 18 до 24 године похађа школу                                              | 2099     |
| 95  | Становништво од 8 до 14 година које не може да чита и пише                                       | 316      |
| 96  | Мушко становништво старосног доба од 8 до 14 година које не може да чита и пише                  | 174      |
| 97  | Женско становништво старосног доби од 8 до 14 година које не може да чита и пише                 | 142      |
| 98  | Становништво од 15 година и више које је неписмено                                               | 10726    |
| 99  | Мушко становништво од 15 година и више које је неписмено                                         | 2828     |
| 100 | Женско становништво од 15 година и више које је неписмено                                        | 7898     |
| 101 | Становништво старо 15 и више година без школовања                                                | 10750    |
| 102 | Мушко становништво старо 15 и више година без школовања                                          | 3038     |
| 103 | Женско становништво старо 15 и више година без школовања                                         | 7712     |
| 104 | Становништво старосног доба 15 и више година са непотпуним основним образовањем                  | 12928    |
| 105 | Мушко становништво старосног доба од 15 година и више са непотпуном основним образовањем         | 6014     |
| 106 | Женско становништво старосног доба 15 и више година са непотпуном основним образовањем           | 6914     |
| 107 | Становништво старо 15 и више година са комплетним основним образовањем                           | 20170    |
| 108 | Мушко становништво старо 15 година и више са комплетним основним образовањем                     | 9272     |
| 109 | Женско становништво старо 15 и више година са комплетним основним образовањем                    | 10898    |
| 110 | Становништво старосног доба 15 и више година са непотпуним средњим образовањем                   | 4139     |
| 111 | Мушко становништво старосног доба од 15 година и више са непотпуним средњим образовањем          | 2406     |
| 112 | Женско становништво старосног доба од 15 година и више са непотпуним средњим образовањем         | 1733     |
| 113 | Становништво старо 15 и више година са пуним секундарном образовањем                             | 26308    |
| 114 | Мушко становништво старосног доба од 15 година и више са пуним секундарном образовањем           | 13920    |
| 115 | Женско становништво старосног доба од 15 година и више са пуним секундарном образовањем          | 12388    |
| 116 | Становништво старије од 18 година са постосновним образовањем                                    | 18284    |
| 117 | Мушко становништво старије од 18 година са постосновним образовањем                              | 9040     |
| 118 | Женско становништво старије од 18 година са постосновним образовањем                             | 9244     |
| 119 | Просечна оцена школовања                                                                         | 7.35     |
| 120 | Просечан ниво образовања мушке популације                                                        | 7.79     |
| 121 | Просечан ниво образовања женског становништва                                                    | 6.95     |
| 122 | Економски активно становништво                                                                   | 51676    |
| 123 | Економски активна мушка популација                                                               | 36691    |
| 124 | Економски активна женска популација                                                              | 14985    |
| 125 | Становништво које није економски активно                                                         | 51958    |
| 126 | Мушко становништво које није економски активно                                                   | 12203    |
| 127 | Женско становништво које није економски активно                                                  | 39755    |
| 128 | Запослено становништво                                                                           | 49107    |
| 129 | Запослено мушко становништво                                                                     | 34556    |
| 130 | Запослено женско становништво                                                                    | 14551    |
| 131 | Незапослена популација                                                                           | 2569     |
| 132 | Незапослена мушка популација                                                                     | 2135     |
| 133 | Незапослена женска популација                                                                    | 434      |
| 134 | Становништво без права на здравствене услуге                                                     | 49162    |
| 135 | Становништво које има право на здравствене услуге                                                | 91723    |
| 136 | Становништво које има право на ИМСС                                                              | 20036    |
| 137 | Становништво које има право на социјално осигурање                                               | 2645     |
| 138 | Становништво које има право на државно социјално осигурање                                       | 1678     |
| 139 | Становништво које има право на опште осигурање или здравствено осигурање за нову генерацију      | 62482    |
| 140 | Становништво које је било једном или није било у браку током 12 година и више                    | 39412    |
| 141 | Венчано или уједињено становништво од 12 година и више                                           | 57783    |
| 142 | Становништво које је било у браку или уједињено 12 година и више                                 | 7116     |
| 143 | Становништво са католичком религијом                                                             | 110760   |
| 144 | Протестанти, еванђелисти и библијски следбеници различити од еванђелиста                         | 25662    |
| 145 | Становништво са другим религијама различитим од претходних                                       | 114      |
| 146 | Становништво без религије                                                                        | 2746     |
| 147 | Укупно пописаних домаћинства                                                                     | 30832    |
| 148 | Пописна домаћинства на челу са мушкарцима                                                        | 24323    |
| 149 | Пописна домаћинства на челу са женама                                                            | 6509     |
| 150 | Становништво у пописним домаћинствима                                                            | 141131   |
| 151 | Становништво у пописним домаћинствима на челу са мушкарцима                                      | 116864   |
| 152 | Становништво у пописним домаћинствима на челу са женама                                          | 24267    |
| 153 | Укупно домаћинстава                                                                              | 35636    |
| 154 | Укупно насељених домаћинстава                                                                    | 30853    |
| 155 | Укупно приватних кућа                                                                            | 35615    |
| 156 | Насељени приватни домови                                                                         | 30832    |
| 157 | Укупно насељених приватних кућа                                                                  | 30851    |
| 158 | Ненасељене приватне куће                                                                         | 2764     |
| 159 | Појединачна домаћинства за привремену употребу                                                   | 2019     |
| 160 | Становници у насељеним приватним кућама                                                          | 141131   |
| 161 | Насељеност станара у приватним становима                                                         | 4.58     |
| 162 | Просечно становника по соби у приватним насељеним домаћинствима                                  | 1.26     |
| 163 | Појединачна домаћинства са подовима од различитих материјала од земље                            | 27711    |
| 164 | Појединачна домаћинства у приземљу                                                               | 2943     |
| 165 | Појединачна домаћинства са једном спаваћом собом                                                 | 10053    |
| 166 | Појединачна домаћинства са две спаваће собе и више                                               | 20652    |
| 167 | Појединачна домаћинства са једним собом                                                          | 1439     |
| 168 | Појединачна домаћинства са две собе                                                              | 5602     |
| 169 | Појединачна домаћинства са 3 собе и више                                                         | 23645    |
| 170 | Појединачна домаћинства која имају електрично светло                                             | 29922    |
| 171 | Појединачна домаћинства која немају електрично светло                                            | 774      |
| 172 | Појединачна домаћинства која имају водоводну воду у стамбеном простору                           | 19404    |
| 173 | Појединачна домаћинства која немају водоводну воду у стамбеном простору                          | 11275    |
| 174 | Појединачна домаћинства која имају тоалет                                                        | 24054    |
| 175 | Појединачна домаћинства која имају канализацију                                                  | 18559    |
| 176 | Појединачна домаћинства која немају канализацију                                                 | 12011    |
| 177 | Појединачна домаћинства која имају електрично светло, довод воде из јавне мреже и канализацију   | 13605    |
| 178 | Појединачна домаћинства без икаквих услова                                                       | 1202     |
| 179 | Појединачна домаћинства која имају радио                                                         | 23681    |
| 180 | Појединачна домаћинства која имају телевизор                                                     | 28263    |
| 181 | Појединачна домаћинства која имају фрижидер                                                      | 16451    |
| 182 | Појединачна домаћинства која имају машину за веш                                                 | 7125     |
| 183 | Појединачна домаћинства која имају аутомобил или комби                                           | 9785     |
| 184 | Појединачна домаћинства која имају рачунар                                                       | 3237     |
| 185 | Појединачна домаћинства која имају фиксну телефонску линију                                      | 4396     |
| 186 | Појединачна домаћинства која имају мобилни телефон                                               | 14243    |
| 187 | Појединачна домаћинства која имају приступ интернету                                             | 1008     |